# Temporada de huracanes del Pacífico de 1997
La temporada de huracanes del Pacífico de 1997 fue una temporada de huracanes muy activa. Con cientos de muertos y cientos de millones de dólares en daños, esta temporada fue la más costosa y una de las temporadas más mortíferos huracanes en el Pacífico. Esto fue debido a la excepcionalmente fuerte evento de El Niño de 1997-98. La temporada de huracanes en el Pacífico de 1997 comenzó oficialmente el 15 de mayo de 1997 en el Pacífico Oriental, y el 1 de junio de 1997 en el Pacífico central, y se prolongó hasta el 30 de noviembre de 1997. Estas fechas convencionalmente delimitan el período de cada año en que casi todos los ciclones tropicales formar en el Océano Pacífico noreste.
Varias tormentas afectaron la tierra. La primera fue la tormenta tropical Andrés en el que murieron cuatro personas y dejó a otras dos desaparecidas. En agosto, la tormenta tropical Ignacio tomó una ruta inusual, y sus restos extratropicales causó daños menores en el noroeste del Pacífico y California. Linda se convirtió en el huracán más intenso al este del Pacífico en la historia registrada. Aunque nunca llegó a tierra, que produce grandes olas en el sur de California y como resultado cinco personas tuvieron que ser rescatados. El huracán Nora causó inundaciones y daños en el suroeste de los Estados Unidos, mientras que Olaf hizo dos impactos en tierra y causó dieciocho muertes y varias otras personas están desaparecidos. Huracán Paulina mató a varios cientos de personas y causó daños récord en el sureste de México. Además, super tifones Oliva y Paka se originaron en la región antes de cruzar la línea de fecha internacional y causando un daño significativo en el Pacífico occidental. También hubo dos huracanes de categoría 5: Linda y Guillermo.
La actividad en la temporada estaba por encima de la media. La temporada producido 17 tormentas con nombre, que era un poco por encima de lo normal. El número medio de tormentas por año es de 15. La temporada de 1997 también tenía 9 huracanes, en comparación con el promedio de 8. También hubo 7 huracanes importantes en comparación con la media de 4.

## Ciclones tropicales

### Tormenta tropical Andrés
La tormenta tropical Andrés se originó como una pequeña variación atmosférica que lentamente se convirtió en Depresión Tropical 1-E el 1 de junio. Al día siguiente, alcanzó el estatus de tormenta tropical, y después de un periodo de trayecto normal hacia el noroeste, Andrés comenzó a desviarse por vientos del oeste y se convirtió en la primera tormenta descrita y que amenazó América Central. Inicialmente se pronosticó que entraría al istmo y saldría hacia el mar Caribe, pero Andrés dio vuelta hacia el sureste y de manera paralela a la costa. Esta fue la primera vez que una tormenta del Pacífico Este cambiaba tanto su trayecto. Andrés regresó después al noreste. Se debilitó al grado de depresión y tocó tierra cerca de San Salvador el 7 de junio para desupués disparse rápidamente.
Entre las víctimas se reportaron dos pescadores perdidos, apagones eléctricos, desbordamientos de ríos, varios accidentes de tráfico y aproximadamente diez casas que atribuyeron sus daños a Andrés. La precipitación más alta se reportó en Mazatlán, Sinaloa, México, alcanzando hasta 2900 mm. También se reportaron daños en Nicaragua, y cuatro personas muertas en la provincia de Usulatán debido a las grandes inundaciones.

### Tormenta tropical Blanca
La depresión tropical Dos-E formada a partir de una amplia área de baja presión el 9 de junio Seis horas más tarde, la depresión fortalecido en la tormenta tropical Blanca. Este sistema desarrollado una buena salida, y alcanzó su pico de intensidad con vientos de 45 mph (75 km / h). Sin embargo, su circulación no estaba bien definido y comenzó una tendencia de debilitamiento, y Blanca fue degradada a una depresión el 12 de junio Se perdió su circulación cerrada poco después y así fue declarado disipa.
Blanca amenazó brevemente la tierra el 10 de junio como alertas y avisos fueron establecidos por el Servicio Meteorológico Nacional de México. Poco después, una cresta de alta presión se volvió Blanca lejos de la costa. Como Blanca se trasladó al sur de la costa mexicana, se redujo un total de 5,77 pulgadas (147 mm) de lluvia en Fincha Chayabe / Maragaritas. No hubo grandes daños ni víctimas como el impacto de Blanca era generalmente mínimo.

### Depresión tropical Tres-E
La depresión tropical Tres-E se formó el 21 de junio se mueve rápidamente hacia el oeste, nunca se fortaleció y los vientos de la depresión pronto disminuyó. Se disipó pronto el 24 de junio La depresión no impactó a la tierra.

### Tormenta tropical Carlos
El 22 de junio de lluvias aumentaron asociados a una onda tropical varios cientos de millas de distancia de la tierra. Tres días más tarde, la convección profunda se hizo más concentrada, y el sistema se convirtió en una depresión tropical. Se intensificó en la tormenta tropical Carlos como características de bandas aumentaron y el flujo de salida llegó a ser mejor definido. A medida que avanzaba hacia el oeste, la convección disminuye a medida que Carlos se trasladó a aguas más frías. Poco después, el aumento de la cizalladura del viento tuvo su efecto sobre Carlos como el centro de bajo nivel quedó expuesto de la convección profunda. Carlos se debilitó en una depresión temprana el 27 de junio, y se disipó el 28 de junio Sin embargo, un remolino de nubes se mantuvo durante un par de días. A excepción de Isla Socorro, que el sistema pasó cerca de, la tierra nunca más amenazado Carlos. No se informó de indicios de daños o víctimas.

### Depresión tropical Cinco-E
En la tarde del 29 de junio de la depresión tropical Cinco-E formado. Se movió hacia el oeste de manera irregular. El 1 de julio, la depresión se debilitó ligeramente, pero reintensificado rápidamente. Se disipó el 4 de julio, nadie impactó a tierra

### Huracán Dolores
A principios de julio, la actividad aumentó ducha en asociación con un área de tiempo perturbado. Con presiones superficiales más bajas de lo normal para un disturbio tropical, la convección profunda y aumentó aún más la Depresión Tropical Seis-E formó la noche del 5 de julio y alcanzar el estatus de tormenta tropical al día siguiente y fue nombrado Dolores. A pesar de la cizalladura del viento moderado, cimas de las nubes muy frías formadas como los vientos aumentaron 50 mph (80 km / h), una tormenta tropical moderada. Moviendo hacia el oeste, Dolores fortaleció en el primer huracán de la temporada el 7 de julio como un ojo irregular formado.
Dolores continuó intensificándose y alcanzó un pico de velocidad del viento de 90 mph (140 km / h), un fuerte huracán de categoría 1, dos días más tarde. Mientras tanto, Dolores se convirtió en el primer huracán en más de dos años en cruzar la longitud 125 ° W. Poco después, el huracán comenzó a perder fuerza a medida que se movía sobre aguas más frías. El ojo se disipó de imágenes de satélite, mientras que la actividad de tormenta asociada convirtió esquilada. Dolores se debilitó en una tormenta tropical el 10 de julio y una depresión tropical al día siguiente. El ciclón cruzó en área de responsabilidad (oeste de la longitud 140 ° W) del Centro de Huracanes del Pacífico central, mientras que la producción de actividad mínima ducha. Se disipó el 12 de julio El huracán no era una amenaza para cualquier terreno

### Huracán Enrique
El primer huracán de la temporada se originó a partir de una amplia área de baja presión el 8 de julio cerca del Golfo de Tehuantepec. Las tormentas eléctricas se convirtieron gradualmente más concentrada y una depresión tropical se formó el 12 de julio fortaleció en una tormenta tropical doce horas más tarde, y luego comenzaron a intensificar rápidamente a medida que aumenta aún más la convección cerca del centro. Se convirtió en un huracán el 13 de julio Enrique continuó intensificándose de manera constante y se convirtió en un huracán de categoría 2 el 14 de julio El día siguiente, Enrique alcanzó una intensidad máxima de 115 mph (185 km / h) y la presión máxima de 960 mbar (hPa) en 14 de julio Poco después, se convirtió en el flujo de salida de huracanes asimétrico y comenzó a debilitarse en aguas frías. Se debilitó bastante rapidez y fue rebajado en un huracán de categoría 2 el 15 de julio Desde entonces perdió intensidad de los huracanes más tarde ese día. El 16 de julio los vientos habían disminuido más del 50 mph (80 km / h). Enrique se debilitó en una depresión al día siguiente, y degeneró en un remolino de nubes poco después. El sistema nunca amenazada tierra.

### Huracán Felicia
Una amplia zona de perturbación del tiempo formó el 13 de julio Se organizó entonces en una depresión al sur de Manzanillo, Colima, el 14 de julio de intensificación se retrasó por la cizalladura del viento debido a su proximidad a Enrique durante aproximadamente dos días. Sin embargo, se convirtió en una tormenta tropical finales 15 de julio como se movía al oeste-noroeste. Continuando a intensificar, formó un ojo. Sobre la base de esto, Felicia se actualizó en un huracán el 17 de julio Su desarrollo fue de nuevo detenido por el aumento de la cizalladura del viento, y como tal se estabilizó en intensidad. Después se redujo la cizalla, Felicia comenzó a intensificar y los vientos del huracán llegó a 135 mph (217 km / h) y su presión se redujo a 948 mbar (hPa), lo que es una de gama baja moderada huracán de categoría 4. Cizalla aumentó por tercera vez, y luego se trasladó a aguas más frías. Comenzó a debilitarse a medida que avanzaba hacia el oeste-noroeste. El 20 de julio, que perdió intensidad de huracán. Poco antes de ser degradado a tormenta tropical, que atravesó 140 ° W. Un fuerte cizalladura del viento se llevó peaje en Felicia y se rebajó en una depresión tropical el 22 de julio No hay daños o muertes se registraron en la estela del huracán.

### Depresión tropical Uno-C
La depresión tropical Uno-C formó el 26 de julio a partir de una perturbación que se estaba visualizando señales de organización en los últimos tres días. Se movía al oeste a sudoeste a través de un entorno desfavorable. En la mañana del 27 de julio, se disipa debido a la fuerte cizalladura del viento causada por una vaguada en niveles altos. , Se informó de la tierra sistema nunca impactado por lo tanto ningún daño.

### Huracán Guillermo
Una onda tropical surgió en el Océano Pacífico el 27 de julio se organizó en una depresión 30 de julio y fue nombrado Guillermo al día siguiente. Se intensificó rápidamente, alcanzando la categoría de huracán el 1 de agosto Guillermo se convirtió en un huracán el 2 de agosto se alcanzó la intensidad de categoría 4 el 3 de agosto sigue intensificando rápidamente, Guillermo alcanzó categoría 5 el 4 de agosto. El momento de mayor intensidad de los ciclones tropicales era 919 mbar ( hPa) y 160 mph (260 km/h).
Guillermo se debilitó lentamente, convirtiéndose en una tormenta tropical 8 de agosto Cruzó 140 ° W y entró en el Pacífico Central. Se debilitó a una depresión a 10 de agosto, pero regenera de nuevo en una tormenta de 24 horas más tarde, cuando se encontró con una pequeña área de agua más caliente. Se debilitó a una depresión por segunda y última vez 15 de agosto y se convirtió en un ciclón extratropical temprano al día siguiente. remanentes de la tormenta recurvado sobre el extremo norte del Pacífico. Ellos fueron rastreados hasta un punto a 500 millas náuticas (930 kilómetros) al oeste de la isla de Vancouver. Los restos persistieron durante unos días más y se dejó llevar al sur antes de ser absorbido por un ciclón de latitudes medias 24 de agosto de la costa de California.

### Tormenta tropical Hilda
Una onda tropical que se había mostrado signos de desarrollo surgió en el Pacífico Oriental y organiza en depresión tropical Diez-E el 10 de agosto A pesar de algunos cizalladura del viento, la depresión logró convertirse en una tormenta tropical la tarde del 11 de agosto Hilda alcanzó su pico de intensidad como un moderado 50 mph (85 km / h) en tormenta tropical al día siguiente. Después de mantener su intensidad máxima durante 24 horas, poco a poco se debilita debido al aumento de la cizalladura del viento El 14 de agosto de cizallamiento se debilitó a una depresión Hilda y el ciclón se disipó temprano a la mañana siguiente. Hilda no era una amenaza a la tierra y no causó daños o muertes.

### Tormenta tropical Ignacio
La tormenta tropical Ignacio formó por primera vez como una depresión en un área de tiempo perturbado el 17 de agosto Doce horas más tarde, se organiza en una tormenta tropical. Su ubicación de formación de ciclones tropicales fue más al norte y al oeste de donde se desarrollan la mayoría de los ciclones tropicales del Pacífico Oriental. corrientes conductoras sacaron Ignacio norte, donde se encontró la cizalladura del viento y las aguas más frías. Ignacio nunca se intensificó más allá de 40 mph (65 km / h) y luego se degradó a una depresión el 18 de agosto Es la última transición a un ciclón extratropical 24 horas más tarde. Entonces fue absorbido por un ciclón asociado con los restos del huracán Guillermo. 
Restos de Ignacio trasladaron al norte, con vientos racheados a las aguas costeras de California antes de disiparse. Las inundaciones graves se registró a lo largo de la carretera 97 con un flujo de escombros se estima en 0,5 millas (0,80 km) y 7 pies (2,1 m) de profundidad. que han causado las lluvias tan al norte como el estado de los EE. UU. de Washington. Tormentas causaron cortes de energía en el centro de California.

### Huracán Jimena
Durante la tercera semana de agosto, una perturbación tropical se formó lejos de tierra. Aunque el sistema se encuentra más caliente que la temperatura promedio de la superficie del mar, el entorno de nivel superior fue inicialmente desfavorable. Sin embargo, el ambiente se volvió gradualmente más propicio para la formación de ciclones tropicales y la depresión tropical Doce-E formada 25 de agosto a partir de una zona de perturbación del tiempo en un lugar más bien hacia el este. Se convirtió en una tormenta tropical al día siguiente y en huracán el 27 de agosto de Intensificación fue rápida, con vientos pasando de 75 mph (121 km / h) a 115 mph (185 km / h) en solo 6 horas. Continuando intensificar rápidamente, alcanzó su pico de intensidad como de gama baja huracán de categoría 4. Después de mantener la intensidad máxima durante 30 horas, se trasladó al norte-noroeste y se encontró con el aumento de la cizalladura del viento que redujo sus vientos de 115 mph (185 km / h) a 35 mph (56 km / h) en solo 24 horas. Jimena disipado por completo el 30 de agosto, poco después de entrar en la cuenca del Pacífico Central. El huracán Jimena era de ninguna amenaza a la tierra.

### Tormenta tropical Oliwa
La tormenta tropical Oliva comenzó como una perturbación tropical que se había serpenteado sur del atolón de Johnston . Se organiza en depresión tropical Dos-C el 2 de septiembre tarde ese mismo día, cuando pasó a ser tormenta tropical Oliva (hawaiano para Oliver), ya que poco a poco se trasladó hacia el oeste. Se cruzó la línea de fecha tardía el 3 de septiembre y entró en el tifón común Centro de Alerta de la zona 's de la responsabilidad.) En el Océano Pacífico, los ciclones tropicales son no cambia de nombre cuando se cruzan límites de la cuenca, por lo Oliva mantuvo su nombre.
Oliwa pasa al sur de la isla de Wake el 6 de septiembre, donde causó fuertes lluvias pero ningún daño. El 7 de septiembre de Oliva comenzó un período de consolidación rápida, convirtiéndose en un huracán el 8 de septiembre y un Super Typhoon ocho horas más tarde. Oliva se quedó en esa intensidad durante más de dos días. Cuando todavía era un fuerte tifón, Oliva pasó cerca de las Islas Marianas del Norte . A continuación, comenzó debilitamiento como se curvaba hacia Japón. Se llegó a tierra como un huracán mínimo el 16 de septiembre que se disipó rápidamente más tarde ese mismo día. Typhoon Oliva causó 12 muertes y dejó a 30.000 personas sin hogar. Los daños ascendieron a 4,36 millones de yenes (50,1 millones de dólares).

### Tormenta tropical Kevin
La tormenta tropical Kevin, muestra por primera vez indicios de desarrollo a la vez situado cerca de Panamá, y desarrolló una circulación bien definida después de emerger en el Pacífico. Se clasificó como una depresión tropical en el Pacífico, el 3 de septiembre, mientras situada al oeste sur-sur de Baja California. Convección aumenta y el flujo de salida de la tormenta se hizo mejor definido. Como tal, se convirtió en una tormenta tropical en la mañana del 4 de septiembre Poco a poco la intensificación, que alcanzó su pico de intensidad como una tormenta tropical de nivel medio el 5 de septiembre A medida que avanzaba en dirección oeste, mantuvo su intensidad durante 12 horas. El entorno era desfavorable, y dos días más tarde, Kevin se debilitó a una depresión cuando la convección profunda cesó. Se disipó temprano el 7 de septiembre, ya que nunca representó una amenaza a la tierra.

### Huracán Linda
Una perturbación tropical se formó el 9 de septiembre y se convirtió en la depresión tropical Catorce-E más tarde ese día. El ciclón se movió al noroeste y fortaleció en una tormenta tropical el 10 de septiembre Linda luego rápidamente intensificado alcanzando la intensidad del huracán al día siguiente como un ojo formado. Alcanzó su punto máximo en intensidad el 12 de septiembre con ello alcanzar una velocidad del viento máxima de 185 mph (298 km / h) -suficiente para que sea un huracán de categoría 5 en la escala Saffir-Simpson escala de huracanes y una presión mínima de 902 mbar (902 hPa) , por lo que es la más intensa de huracanes del Pacífico que se haya registrado hasta el huracán Patricia tomó su lugar en el año 2015. Sin embargo, pronto se trasladó a Linda en aguas más frías, y la pérdida de intensidad del huracán el 16 de septiembre a continuación, se debilitó y se disipa lentamente el 17 de septiembre
Linda pasó muy cerca de la Isla Socorro. Además, los pronósticos iniciales predijeron que Linda podría tocar tierra en California . El avistamiento de tierra nunca se materializó y las advertencias o relojes no eran necesarias para cualquier ubicación. Sin embargo, Linda causó grandes olas, que se estrelló en tierra en California , donde se barrió cinco personas de un embarcadero . La humedad relativa a Linda también contribuyó a un deslizamiento de tierra en el sur de California, que destruyó o dañó 79 casas.

### Tormenta tropical Marty
Un área de tiempo perturbado formada temprano el 10 de septiembre Se convirtió mejor organizado dos días más tarde como la convección aumentó, y luego se organiza en depresión tropical Quince-E a última hora del 12 de septiembre Moviéndose lentamente en una dirección hacia el oeste, se fortaleció en una tormenta tropical en la mañana del 14 de septiembre de ese día más tarde, el sistema alcanzó una intensidad máxima de 45 mph (72 km / h). Mientras tanto, la velocidad de avance de la tormenta se ralentizó aún más, y se volvió hacia el sur. A continuación, se encontró con una zona de fuerte cizalladura del viento, y se debilitó en una depresión el 15 de septiembre como el centro de la circulación se convirtieron en desplazados de la convección profunda. La cizalla continuó debilitándose, y el ciclón tropical se disipó la tarde del 16 de septiembre no hubo muertes ni daños.

### Huracán Nora
Una amplia zona de perturbación del tiempo se movió en el Pacífico el 12 de septiembre A continuación, organiza en depresión tropical Dieciséis-E el 16 de septiembre y rápidamente se fortaleció en una tormenta tropical. Temprano el 18 de septiembre, un ojo mal definida y desigual apareció en las imágenes infrarrojas. Poco después, sus vientos alcanzaron 105 mph (169 km / h). Nora finalmente alcanzó un máximo de Categoría 4. A continuación, se encontró con anomalías de la temperatura del agua, y fluctuó en fuerza. A continuación, una cubeta sacó Nora hacia el norte y se aceleró la tormenta. Después de debilitar a la categoría 1, Nora llegó a tierra en el norte de Baja California y se quedó en una tormenta tropical, ya que entró en el Estados Unidos . En ese momento, sin embargo, la mayor parte del resto de convección profunda fue desplazada hacia el noreste. Nora se disipó sobre Arizona, pero sus restos siguió su camino hacia el norte.
El huracán Nora fue el primer huracán del Pacífico para llevar vendaval vientos y forzar a la continental de los Estados Unidos, ya Kathleen en 1976. En México, Nora produjo grandes olas, inundaciones y fuertes daños. Muchas casas fueron destruidas. En Estados Unidos, las lluvias eran pesadas, y los daños ascienden a varios cientos de millones de dólares. Varios cientos de personas se quedaron sin hogar, y no había viento y los daños por inundaciones en Arizona. Nora mató a dos personas en México, y no se reportaron varias muertes indirectas en California.

### Tormenta tropical Olaf
Una perturbación tropical izquierdo América Central el 22 de septiembre A pesar de algunos cizalladura del viento, el sistema se convirtió poco a poco mejor organizado y una depresión tropical se formó el 26 de septiembre se va a actualizar a una tormenta tropical varias horas más tarde. El ciclón se trasladó inmediatamente al norte. En lugar de fortalecer en un huracán antes de tocar tierra tal como se prevé, Olaf se debilitó debido a su proximidad a la tierra. El 29 de septiembre, Olaf llegó a tierra cerca de Salina Cruz, Oaxaca.
Olaf, como una depresión tropical, avanzó hacia el oeste, lejos de la costa. Operativamente, se creía Olaf haberse disipado durante seis días. Sin embargo, en el informe sobre ciclones tropicales , un informe emitido varios meses después de la duración del huracán, se cree que han permanecido en un ciclón tropical durante todo el tiempo. Después se fortaleció ligeramente, Olaf movió sureste el 5 de octubre, debido a la influencia del huracán Paulina . Olaf y luego se volvió hacia el norte, y el 12 de octubre hizo a tocar tierra cerca de Manzanillo , Colima , como una depresión tropical. Circulación superficial de Olaf se debilitó, y sus restos se trasladó de nuevo al mar, pero no reurbanizar.
Olaf dio lugar a algunos informes de daños e inundaciones en México y Guatemala. Durante dos marcos de tiempo, a partir del 27 de septiembre al 2 de octubre y el 10 hasta el 16 de octubre, un total de 27.73 pulgadas (704 mm) de lluvia cayeron en asociación con Olaf en Soyalapa / Comaltepec. Varias personas fueron reportados como desaparecidos. La mayor parte de su daño era de su primera recalada. A lo largo del sur de México , Guatemala y El Salvador , las inundaciones causadas por Olaf se atribuyó durante dieciocho muertes.

### Huracán Pauline
El 3 de octubre, un área distinta de tiempo perturbado formado. Se desvió hacia el este, y pronto se formó una baja presión bien definida. Se convirtió en la depresión tropical E-Dieciocho el 5 de octubre temprano al día siguiente se intensificó en la tormenta tropical Pauline. Una característica del ojo desarrollado el 7 de octubre y, como tal, Pauline fue aumentado en un huracán. En un entorno favorable, el ciclón se intensificó rápidamente, alcanzando la categoría 4 intensidad. Tras fluctuar en intensidad, la interacción con la tierra se debilitó Paulina a una categoría 2 en el momento de tocar tierra el 9 de octubre se aceleró hacia el noroeste, y se pasa sobre una región montañosa. Las montañas interrumpieron la circulación de Pauline, y apretó la humedad del huracán. Pauline se disipó el 10 de octubre, mientras que más de Jalisco.
Huracán Paulina fue la tormenta más mortífera de la temporada. Los deslizamientos de tierra e inundaciones causadas por las fuertes lluvias causaron trágica pérdida de vidas y dejó a miles sin hogar. Hubo al menos 230 víctimas. La Cruz Roja informó que 400 personas murieron, pero esto fue disputada por las autoridades mexicanas. Pauline fue el huracán más mortífero de México a partir de 1976 Liza. Además, el huracán causó $ 447,8 millones de dólares en daños (1997 USD, $ 473 millones de 2008 USD).

### Depresión tropical Tres-C
Una perturbación tropical se formó cerca de 140 ° W. Se convirtió en la depresión tropical Tres-C el 6 de octubre Las aguas eran muy cálido, y solo había cizalladura del viento moderado. Sin embargo, la depresión se desplazó lentamente hacia el oeste sin intensificar, y se disipó al día siguiente.

### Depresión tropical Cuatro-C
Una perturbación tropical se formó a finales de octubre. Se convirtió en la depresión tropical Cuatro-C el 30 de octubre así al suroeste de Hawái. A pesar de que las aguas eran muy cálido, un poco de aire seco se encuentra al norte del sistema. Poco a poco se movió hacia el oeste sin intensificar, y se disipó al día siguiente como la circulación quedó expuesto.

### Huracán Rick
El primer huracán en noviembre desde 1991, formado a partir de una perturbación tropical. Aunque la circulación fue inicialmente mal definido, que más tarde adquirió suficiente organización y fue clasificado como una depresión tropical el 7 de noviembre Se movió hacia el norte hasta un punto más bajo de baja presión dio la vuelta hacia el noreste. Fue nombrado el 8 de noviembre, y se actualizó a un huracán al día siguiente. Se alcanzó una intensidad máxima de 100 mph (160 km / h) y 973 mbar (hPa). Rick tocó tierra en Oaxaca  - la misma zona devastada por el huracán Paulina un mes antes - y rápidamente se debilitó, disipando temprano el 11 de noviembre.
La tormenta derribó árboles, destruyó caminos reparados recientemente, y las comunicaciones interrumpido en algunos pequeños núcleos de población. Un total de 10,47 pulgadas (266 milímetros) de lluvia se informó en Astata / San Pedro Huameluca cerca del punto de tocar tierra en México. Nadie murió.
Rick es uno de los ocho huracanes sabe que forman en el Océano Pacífico al este de la línea de datos en el mes de noviembre. Los otros son Nina, Tara, Iwa, Nora, Sergio, Kenneth y Sandra de los cuales solo Rick, Tara, e Iwa impactados directamente de la tierra. También fue el segundo más reciente entrada en tierra de huracanes del Pacífico.

### Tormenta tropical Paka
La depresión tropical Cinco C formó el 2 de diciembre, dos días después de terminada la temporada. Fue la segunda depresión tropical de diciembre al este de la línea de datos; En 1983 el huracán Winnie fue el único otro. La depresión fortaleció en la tormenta tropical Paka ( hawaiano para Pat ), mientras que al oeste del atolón de Palmyra. El sistema comenzó a moverse hacia el oeste a un ritmo constante. Como Paka movió hacia el oeste, el aire y el viento de cizalladura seca interrumpieron su desarrollo hasta que cruzó la línea de fecha 6 de diciembre.
Después de entrar en el Pacífico occidental, el ciclón se encontró con un entorno más favorable, lo que resulta en una rápida intensificación. Se convirtió en un huracán el 10 de diciembre y pasó cerca de Kwajalein, con vientos de 120 mph (190 km / h). Se fortaleció aún más, alcanzando el doble de intensidad de categoría 5. Mientras que un súper tifón, Paka pasó cerca de Guam el 17 de diciembre, causando grandes daños. Posteriormente, Paka encontró un ambiente hostil y completamente había disipado por la tarde del 22 de diciembre.

## Nombres de ciclones tropicales
Los siguientes nombres fueron utilizados para los diferentes ciclones tropicales que se formaron durante la temporada del año 1997 en el Océano Pacífico. Aquellos nombres de los ciclones que sea necesario retirar por su relevancia, serán anunciados por la Organización Meteorológica Mundial en primavera de 1998, los otros restantes, serán reutilizados para la temporada correspondiente al año 2003. 
La siguiente lista es igual a la de 1991, con excepción de "Felicia", la cual reemplaza a Fefa, también se modificó el nombre Dolores ya que en la temporada pasada se usó "Delores". Los nombres que no se han usado hasta el momento están marcados en gris. también en esta temporada se usaron nombres del pacífico central en este caso fueron: Paka y Oliwa.
| - Andres - Blanca - Carlos - Dolores - Enrique - Felicia - Guillermo - Hilda | - Ignacio - Jimena - Kevin - Linda - Marty - Nora - Olaf - Pauline | - Rick - Sandra (Sin usar) - Terry (Sin usar) - Vivian (Sin usar) - Waldo (Sin usar) - Xina (Sin usar) - York (Sin usar) - Zelda (Sin usar) |

### Nombres del Pacífico Central
- Paka
- Oliwa
- Upana (Sin usar)
- Wene (Sin usar)

### Nombres retirados
- En primavera de 1998 la Organización Meteorológica Mundial retiró el nombre de "Pauline" debido a las perdidas millonarias y humanas que había provocado, por lo que fue sustituido a partir de la temporada del 2003 por "Patricia".
- En el Pacífico central se retiró Paka el cual fue sustituido por Pama.